# Harpe (Arendsee)
Harpe gehört zur Ortschaft Leppin und ist ein Ortsteil der Einheitsgemeinde Stadt Arendsee (Altmark) im Altmarkkreis Salzwedel in Sachsen-Anhalt.

## Geographie
Harpe, ein Straßendorf mit Kirche, liegt sechs Kilometer nordöstlich von Arendsee in der Altmark. Südwestlich des Dorfes beginnt der Kiefernwald Harper Forst. Im Nordwesten liegt das Naturschutzgebiet Harper Moor. Im Süden und Westen fließt der Wiesengraben Harpe. Im Südosten des Dorfes liegt der 26 Meter „hohe“ Schwarze Berg.
Durch das Dorf führt der Fernradweg Altmarkrundkurs.

## Geschichte

### Mittelalter bis 20. Jahrhundert
Das Gehölz Harpe bei Arendsee wurde im Jahre 1488 als Herpe erwähnt, als Alverich und Werner von Bodendyk dem Kloster Diesdorf verschiedene Hebungen verkaufen, 1496 heißt es Harpe.
Der Historiker Peter P. Rohrlach führt als erste Erwähnung des Dorfes das Jahr 1518 an, als das neue Harpe in einer Akte genannt wurde. Im Jahre 1551 verglichen sich das Kloster Arendsee und die von Jagow aus Aulosen über die Grenze zwischen Ziemendorf und Harpe.
Das Dorf brannte am 5. Mai 1842 ganz nieder. Im Urmesstischblatt von 1823 ist noch das ursprüngliche Rundplatzdorf erkennbar. Nach dem Brand wurde der Ort als Straßendorf wieder aufgebaut.
Am Schwarzen Berg rechts den Wegs nach Zehren stand am Anfang des 20. Jahrhunderts eine Windmühle.
In Harpe befand sich ein Haltepunkt an der Bahnstrecke Salzwedel–Geestgottberg. Der Personenverkehr auf der Strecke wurde 2004 eingestellt, im Bahnhofsgebäude befinden sich heute Ferienwohnungen.

### Landwirtschaft
Bei der Bodenreform wurden 1945 ermittelt: 25 Besitzungen unter 100 Hektar hatten zusammen 485 Hektar, eine Kirchenbesitzung hatte 4 Hektar und die Gemeinde 3 Hektar Land. Enteignet wurden 4 Bauernhöfe mit zusammen 450,5 Hektar. Im Jahre 1948 hatten aus der Bodenreform 21 Vollsiedler jeder über 5 Hektar, 14 Kleinsiedler jeder unter 5 Hektar Land erworben. Schon im Jahre 1959 entstand die erste Landwirtschaftliche Produktionsgenossenschaft, die LPG Typ III „Walter Ulbricht“.

### Wüstung Alt Harpe
1,2 Kilometer südlich vom Dorf Harpe liegt am Ostrand des Waldgebietes Harper Forst die Wüstung Alt Harpe. Die Flureinteilung lässt noch erkennen, dass es ein wendischer Rundling gewesen ist.
Im Lehnsbrief von 1518 für die von Jagow zu Garz, Aulosen und Uchtenhagen werden wüste Dorfstätten aufgeführt: die Olden Harpe, die Nieharpe (das Dorf), die Grape und die Feldmark zum Brande. Sie werden auch in den Jahren 1571 und 1598 genannt. Die wüste Feldmark Alt Harpke ist im Gutsforst aufgegangen.
Ernst Haetge schrieb dazu: Das Dorf war früher in Alt- und Neu-Harpe geteilt. Als Windmühlenstätte wird die Grape genannt.

### Ersterwähnung 1319
Auf einem Schild an der Harper Kirche war im Jahr 2012 zu lesen, dass der Ort 1319 erstmals erwähnt wurde. Ernst Haetge schrieb dazu im Jahr 1938: Der Name des Dorfes hängt vermutlich zusammen mit der Garbe, einem Wald in der Nordostecke des Kreises Osterburg. Wilhelm Zahn sah keinen Zusammenhang zwischen der Garbe und Harpe. Er zitierte die zugehörige Urkunde. Als am 11. Juli 1319 der Markgraf Woldemar in Tangermünde dem Kloster Amelungsborn Aulosen mit Zubehör übereignete, wird unter den Wäldern Ghariue genannt. Die Garbe liegt 14 Kilometer nordöstlich von Harpe entfernt an der Elbe.

### Archäologie
Eine unverzierte Schüssel aus Bronze oder Messing, abgeblich mit einer Lanzenspitze, ist unter unbekannten Umständen in Harpe gefunden worden. Sie kam in das Kreismuseum Osterburg und wurde datiert in das 12./13. Jahrhundert.

### Eingemeindungen
Harpe gehörte bis 1807 zum Arendseeischen Kreis, danach bis 1810 zum Kanton Pollitz im Königreich Westphalen, ab 1816 kam es in den Kreis Osterburg, den späteren Landkreis Osterburg in der preußischen Provinz Sachsen.
Am 25. Juli 1952 wurde die Gemeinde Harpe aus dem Landkreis Osterburg in den Kreis Seehausen umgegliedert. Am 2. Juli 1965 wurde sie in den Kreis Osterburg umgegliedert. Am 1. Januar 1969 wurde die Gemeinde in die Gemeinde Leppin eingemeindet.
Nach der Eingemeindung der Gemeinde Leppin in die Stadt Arendsee (Altmark) am 1. Januar 2010 wurde der Ortsteil Harpe ein Ortsteil der Stadt Arendsee (Altmark) und kam zur neu gebildeten Ortschaft Leppin.

### Einwohnerentwicklung
| Jahr | Einwohner |
| ---- | --------- |
| 1734 | 136       |
| 1774 | 070       |
| 1789 | 093       |
| 1798 | 076       |
| 1801 | 078       |
| 1818 | 115       |
| 1840 | 154       |

| Jahr | Einwohner |
| ---- | --------- |
| 1864 | 150       |
| 1871 | 155       |
| 1885 | 156       |
| 1892 | [00]161   |
| 1895 | 161       |
| 1900 | [00]167   |
| 1905 | 159       |

| Jahr | Einwohner |
| ---- | --------- |
| 1910 | [00]164   |
| 1925 | 177       |
| 1939 | 156       |
| 1946 | 253       |
| 2011 | 093       |
| 2012 | 100       |
| 2013 | 101       |

| Jahr | Einwohner |
| ---- | --------- |
| 2014 | 100       |
| 2015 | 093       |
| 2016 | 093       |
| 2017 | 094       |
| 2020 | [00]091   |
| 2021 | [00]094   |
| 2022 | [0]097    |

| Jahr | Einwohner |
| ---- | --------- |
| 2023 | [0]093    |

Quelle, wenn nicht angegeben, bis 1946 ab 2011 bis 2017

## Religion
- Die evangelische Kirchengemeinde Harpe gehörte seit 1768 teilweise, ab 1785 vollständig zu Pfarrei Groß Garz. Vorher gehörte sie zur Pfarrei Böhmenzien.[22]
- Heute gehört die Kirchengemeinde zum Kirchspiel Neulingen im Pfarrbereich Arendsee des Kirchenkreises Stendal im Bischofssprengel Magdeburg der Evangelischen Kirche in Mitteldeutschland.[23]
- Die katholischen Christen gehören zur Pfarrei St. Laurentius in Salzwedel im Dekanat Stendal im Bistum Magdeburg.[24]

## Kultur und Sehenswürdigkeiten

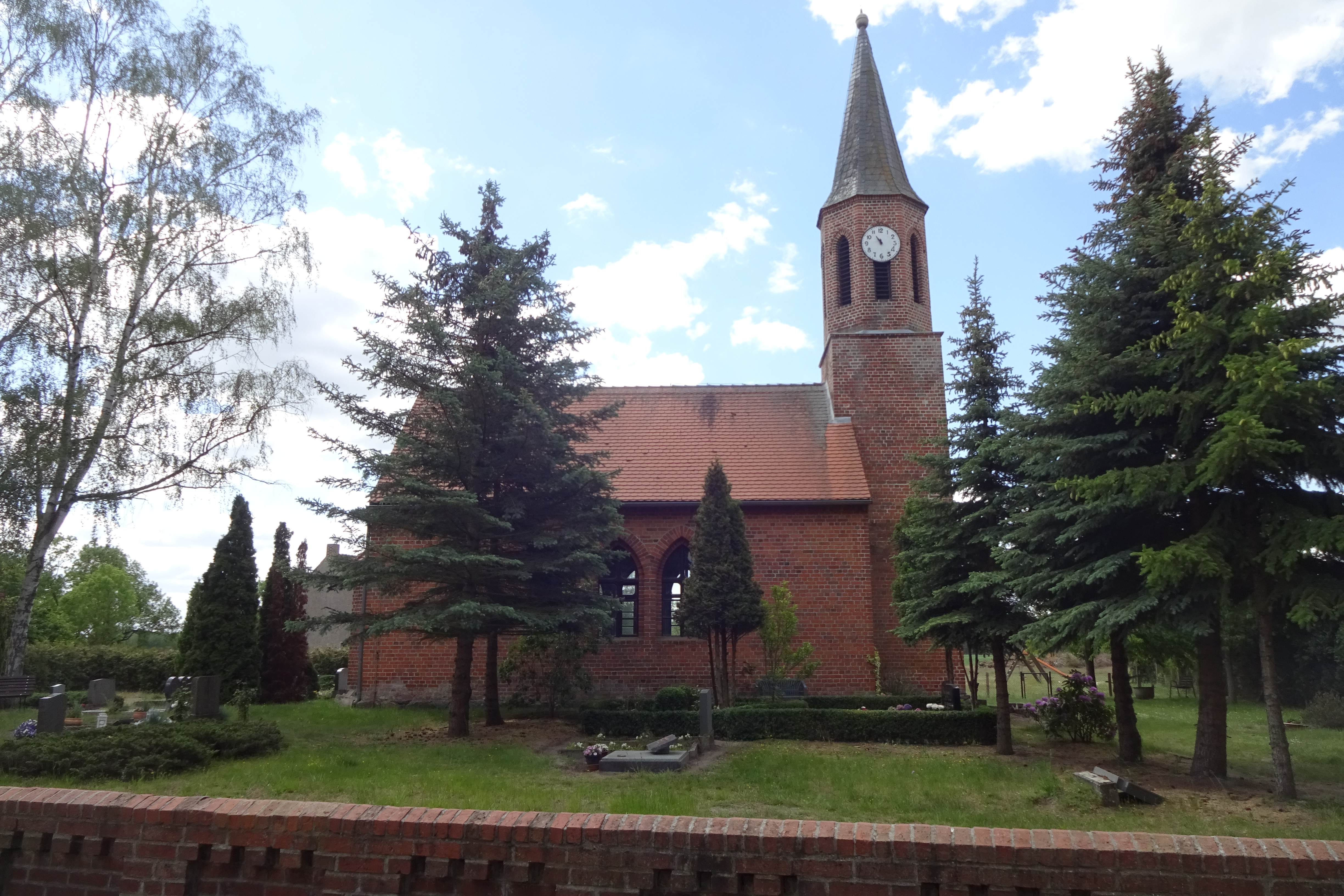
Kirche in Harpe

- Um 1852 wurde die Backsteinkirche Harpe unter Verwendung von Fundament- und Sockelteilen eines älteren Bauwerks erbaut.[14] Sie ist eine Filialkirche der Kirche von Groß Garz.
- Im Ort gibt es mehrere Denkmale für die Gefallenen des Ersten Weltkriegs.[25]